# Volley 2002 Forlì 2014-2015
Questa voce raccoglie le informazioni riguardanti il Volley 2002 Forlì nelle competizioni ufficiali della stagione 2014-2015.

## Stagione

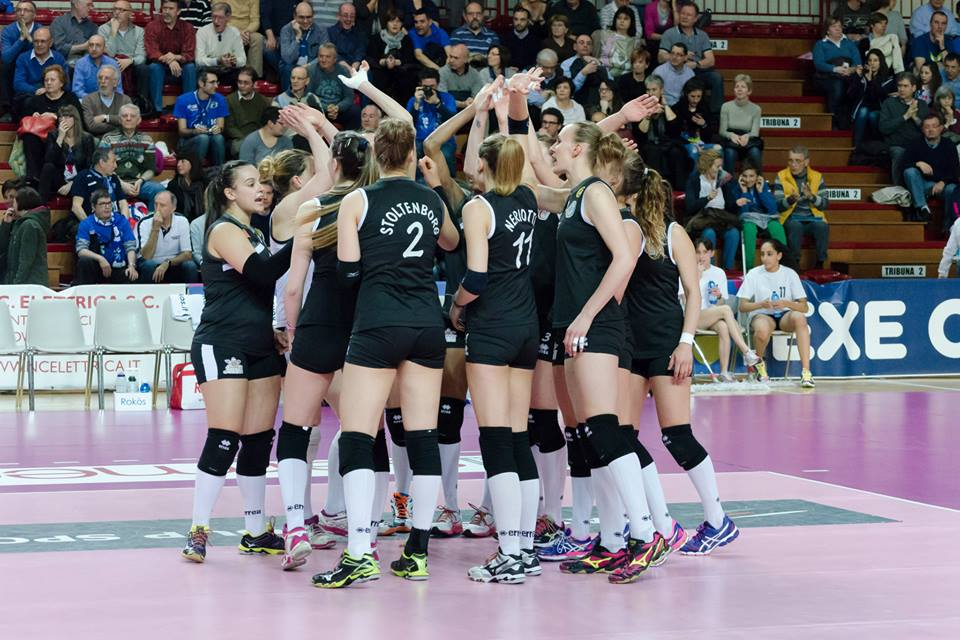
Il Volley 2002 Forlì nel pre-partita contro l'AGIL Volley

La stagione 2014-15 è per il Volley 2002 Forlì la nona, la terza consecutiva, in Serie A1: la squadra, retrocessa in Serie A2 al termine della stagione 2013-14, viene ripescata nella massima divisione nazionale a pochi giorni dall'inizio del torneo a causa dell'esclusione della Pallavolo Ornavasso. Confermato l'allenatore Biagio Marone, la rosa viene completamente modificata, con l'unica conferma di Alessandra Ventura, e rinforzata dopo l'ammissione in Serie A1 visto che ne era stata costruita una per disputare il campionato cadetto: tra gli acquisti quelli di Femke Stoltenborg, Anna Kudakova, Taismary Agüero, Elena Koleva, Marija Prša, Camilla Neriotti e Paola Cardullo, quest'ultima ceduta a campionato in corso, nello stesso periodo in cui arrivano Monika Potokar e Marija Filipova; tra le cessioni: Chiara Borgogno, Giulia Pincerato, Marija Petrovikj e Carolina Zardo.
Il campionato si apre con la sconfitta sul campo per 3-0 sul campo della LJ Volley, ma nella giornata successiva arriva la prima vittoria contro la Robur Tiboni Urbino Volley: tuttavia nel corso del girone di andata la squadra non riesce a vincere più alcuna partita, conquistando solo un altro punto nel match con l'Imoco Volley e chiudendo al penultimo posto in classifica, non qualificandosi per la Coppa Italia. Anche nel girone di ritorno la situazione non cambia: nelle undici partite disputate non arriva neanche una vittoria, solo un punto conquistato nella sconfitta al tie-break contro l'Azzurra Volley San Casciano; al termine della regular season il club romagnolo conferma l'undicesimo e penultimo posto in classifica, distanziata di diciotto punti dalla decima, non avendo la possibilità quindi di disputare i play-out, come successo se avesse mantenuto un margine di quattro punti da quella che la precedeva, retrocedendo in Serie A2.

## Organigramma societario
Area direttiva
- Presidente: Giuseppe Camorani
- Amministratore unico: Elisa Cavazzi
- Segreteria generale: Elisa Cavazzi

Area organizzativa
- Direttore sportivo: Giuseppe Camorani
- Logistica: Elisa Cavazzi

Area tecnica
- Allenatore: Biagio Marone (fino al 2 gennaio 2015), Angelo Vercesi (dal 2 gennaio 2015)
- Allenatore in seconda: Giovanni Tassoni
- Scout man: Monica Ventura
- Dirigente accompagnatore: Andrea Antonini

Area comunicazione
- Responsabile comunicazione: Marco Viroli
- Speaker: Paolo Viroli

Area marketing
- Responsabile marketing: Massimo De Stefano

Area sanitaria
- Medico: Giampiero Valgimigli
- Preparatore atletico: Andrea Monti
- Fisioterapista: Federica Bazzocchi, Monica Valentini
- Nutrizionista: Giampiero Valgimigli
- Osteopata: Michele Bianchi

## Rosa
| N° | Nome               | Ruolo | Data di nascita   | Nazionalità sportiva |
| -- | ------------------ | ----- | ----------------- | -------------------- |
| 1  | Elisa Lancellotti  | P     | 23 febbraio 1991  | Italia               |
| 2  | Femke Stoltenborg  | P     | 30 luglio 1991    | Paesi Bassi          |
| 3  | Alessandra Ventura | S     | 8 febbraio 1983   | Italia               |
| 4  | Sara Ceron         | C     | 4 luglio 1993     | Italia               |
| 5  | Monika Potokar     | S     | 18 dicembre 1987  | Slovenia             |
| 6  | Michela Rossi      | S     | 21 gennaio 1996   | Italia               |
| 7  | Anna Kudakova      | C     | 23 giugno 1988    | Azerbaigian          |
| 8  | Alessandra Guasti  | S     | 7 agosto 1996     | Italia               |
| 9  | Silvia Segalina    | C     | 14 gennaio 1990   | Italia               |
| 10 | Paola Cardullo     | L     | 18 marzo 1982     | Italia               |
| 11 | Camilla Neriotti   | C     | 29 aprile 1994    | Italia               |
| 12 | Taismary Agüero    | S/O   | 5 marzo 1977      | Italia               |
| 13 | Marija Filipova    | L     | 10 settembre 1982 | Bulgaria             |
| 14 | Elena Koleva       | S/O   | 1º dicembre 1977  | Bulgaria             |
| 15 | Teresa Ferrara     | L     | 25 ottobre 1991   | Italia               |
| 19 | Marija Prša        | S     | 27 novembre 1989  | Croazia              |

## Mercato
| Acquisti | Acquisti          | Acquisti       | Acquisti   |
| R.       | Nome              | da             | Modalità   |
| -------- | ----------------- | -------------- | ---------- |
| S/O      | Taismary Agüero   | Casalmaggiore  | definitivo |
| L        | Paola Cardullo    | LJ             | definitivo |
| C        | Sara Ceron        | Neruda         | definitivo |
| L        | Teresa Ferrara    | Pagliare       | definitivo |
| L        | Marija Filipova   | Lokomotiv Baku | definitivo |
| S        | Alessandra Guasti | Bergamo        | definitivo |
| S/O      | Elena Koleva      | San Casciano   | definitivo |
| C        | Anna Kudakova     | PTPS           | definitivo |
| P        | Elisa Lancellotti | Cadelbosco     | definitivo |
| C        | Camilla Neriotti  | Antares        | definitivo |
| S        | Monika Potokar    | Branik         | definitivo |
| S        | Marija Prša       | Ornavasso      | definitivo |
| S        | Michela Rossi     | Club Italia    | definitivo |
| C        | Silvia Segalina   | LeAli          | definitivo |
| P        | Femke Stoltenborg | PTSV Aachen    | definitivo |

| Cessioni | Cessioni          | Cessioni            | Cessioni   |
| R.       | Nome              | a                   | Modalità   |
| -------- | ----------------- | ------------------- | ---------- |
| S/O      | Diana Arrechea    | ?                   | definitivo |
| S        | Milica Bezarević  | Trentino Rosa       | definitivo |
| C        | Chiara Borgogno   | River               | definitivo |
| L        | Paola Cardullo    | River               | definitivo |
| L        | Sara Coriani      | ?                   | definitivo |
| C        | Maria Lamprinidou | Trentino Rosa       | definitivo |
| S/O      | Marija Petrovikj  | ?                   | definitivo |
| P        | Giulia Pincerato  | Beng Rovigo         | definitivo |
| S        | Georgina Pinedo   | ?                   | definitivo |
| C        | Alice Piolanti    | ?                   | definitivo |
| S        | Manuela Roani     | Soverato            | definitivo |
| P        | Margherita Rosso  | San Giustino        | definitivo |
| S/O      | Hayley Spelman    | Robur Tiboni Urbino | definitivo |
| L        | Carolina Zardo    | Beng Rovigo         | definitivo |

## Risultati

### Serie A1

#### Girone di andata
| 1ª giornata - 2 novembre 2014 PalaPanini, Modena                 | LJ              | 3 - 0 | Forlì               | 25-19, 25-19, 25-16               |
| 2ª giornata - 9 novembre 2014 PalaRomiti, Forlì                  | Forlì           | 3 - 0 | Robur Tiboni Urbino | 25-22, 25-17, 25-21               |
| 3ª giornata - 16 novembre 2014 PalaBanca, Piacenza               | River           | 3 - 1 | Forlì               | 25-21, 20-25, 25-13, 25-18        |
| 4ª giornata - 19 novembre 2014 Palazzetto dello Sport, Scandicci | Savino Del Bene | 3 - 0 | Forlì               | 25-15, 25-20, 25-14               |
| 5ª giornata - 22 novembre 2014 PalaRomiti, Forlì                 | Forlì           | 0 - 3 | Casalmaggiore       | 24-26, 14-25, 22-25               |
| 6ª giornata - 29 novembre 2014 PalaRomiti, Forlì                 | Forlì           | 0 - 3 | San Casciano        | 23-25, 18-25, 14-25               |
| 7ª giornata - 3 dicembre 2014 PalaYamamay, Busto Arsizio         | Busto Arsizio   | 3 - 0 | Forlì               | 25-19, 16-25, 25-17, 25-14        |
| 8ª giornata - 7 dicembre 2014 PalaRomiti, Forlì                  | Forlì           | 2 - 3 | Imoco               | 15-25, 25-23, 16-25, 26-24, 12-15 |
| 9ª giornata - 14 dicembre 2014 PalaGeorge, Montichiari           | Flero           | 3 - 0 | Forlì               | 25-17, 25-18, 25-21               |
| 10ª giornata - 21 dicembre 2014 PalaNorda, Bergamo               | Bergamo         | 3 - 0 | Forlì               | 25-16, 27-25, 25-9                |
| 11ª giornata - 26 dicembre 2014 PalaRomiti, Forlì                | Forlì           | 1 - 3 | AGIL                | 10-25, 25-21, 22-25, 18-25        |

#### Girone di ritorno
| 12ª giornata - 4 gennaio 2015 PalaRomiti, Forlì               | Forlì               | 0 - 3 | LJ              | 0-25, 0-25, 0-25                  |
| 13ª giornata - 11 gennaio 2015 PalaMondolce, Urbino           | Robur Tiboni Urbino | 3 - 1 | Forlì           | 25-20, 19-25, 25-23, 25-22        |
| 14ª giornata - 18 gennaio 2015 PalaRomiti, Forlì              | Forlì               | 0 - 3 | River           | 11-25, 13-25, 17-25               |
| 15ª giornata - 25 gennaio 2015 PalaRomiti, Forlì              | Forlì               | 1 - 3 | Savino Del Bene | 25-27, 26-24, 11-25, 22-25        |
| 16ª giornata - 8 febbraio 2015 PalaGeorge, Montichiari        | Casalmaggiore       | 3 - 1 | Forlì           | 16-25, 25-22, 25-13, 25-16        |
| 17ª giornata - 15 febbraio 2015 Nelson Mandela Forum, Firenze | San Casciano        | 3 - 2 | Forlì           | 25-19, 15-25, 25-15, 22-25, 15-13 |
| 18ª giornata - 22 febbraio 2015 PalaRomiti, Forlì             | Forlì               | 1 - 3 | Busto Arsizio   | 23-25, 25-23, 20-25, 23-25        |
| 19ª giornata - 8 marzo 2015 PalaVerde, Villorba               | Imoco               | 3 - 1 | Forlì           | 16-25, 25-18, 25-19, 25-15        |
| 20ª giornata - 15 marzo 2015 PalaRomiti, Forlì                | Forlì               | 0 - 3 | Flero           | 19-25, 18-25, 18-25               |
| 21ª giornata - 22 marzo 2015 PalaRomiti, Forlì                | Forlì               | 0 - 3 | Bergamo         | 17-25, 21-25, 20-25               |
| 22ª giornata - 29 marzo 2015 PalaTerdoppio, Novara            | AGIL                | 3 - 0 | Forlì           | 25-16, 25-14, 25-16               |

## Statistiche

### Statistiche di squadra
| Competizione | Punti | In casa | In casa | In casa | In trasferta | In trasferta | In trasferta | Totale | Totale | Totale |
| Competizione | Punti | G       | V       | P       | G            | V            | P            | G      | V      | P      |
| ------------ | ----- | ------- | ------- | ------- | ------------ | ------------ | ------------ | ------ | ------ | ------ |
| Serie A1     | 5     | 11      | 1       | 10      | 11           | 0            | 11           | 22     | 1      | 21     |
| Totale       | -     | 11      | 1       | 10      | 11           | 0            | 11           | 22     | 1      | 21     |

G = partite giocate; V = partite vinte; P = partite perse

### Statistiche dei giocatori
| Giocatore      | Serie A1 | Serie A1 | Serie A1 | Serie A1 | Serie A1 | Totale | Totale | Totale | Totale | Totale |
| Giocatore      | P        | PT       | AV       | MV       | BV       | P      | PT     | AV     | MV     | BV     |
| -------------- | -------- | -------- | -------- | -------- | -------- | ------ | ------ | ------ | ------ | ------ |
| T. Agüero      | 20       | 228      | 212      | 8        | 8        | 20     | 228    | 212    | 8      | 8      |
| P. Cardullo    | 11       | -        | -        | -        | -        | 11     | -      | -      | -      | -      |
| S. Ceron       | 12       | 72       | 48       | 17       | 7        | 12     | 72     | 48     | 17     | 7      |
| T. Ferrara     | 10       | -        | -        | -        | -        | 10     | -      | -      | -      | -      |
| M. Filipova    | 7        | -        | -        | -        | -        | 7      | -      | -      | -      | -      |
| A. Guasti      | 20       | 47       | 43       | 2        | 2        | 20     | 47     | 43     | 2      | 2      |
| E. Koleva      | 21       | 265      | 236      | 23       | 6        | 21     | 265    | 236    | 23     | 6      |
| A. Kudakova    | 20       | 69       | 45       | 21       | 3        | 20     | 69     | 45     | 21     | 3      |
| E. Lancellotti | 21       | 3        | 1        | 0        | 2        | 21     | 3      | 1      | 0      | 2      |
| C. Neriotti    | 21       | 159      | 93       | 50       | 16       | 21     | 159    | 93     | 50     | 16     |
| M. Potokar     | 9        | 26       | 23       | 3        | 0        | 9      | 26     | 23     | 3      | 0      |
| M. Prša        | 4        | 0        | 0        | 0        | 0        | 4      | 0      | 0      | 0      | 0      |
| M. Rossi       | 4        | 0        | 0        | 0        | 0        | 4      | 0      | 0      | 0      | 0      |
| S. Segalina    | 2        | 1        | 1        | 0        | 0        | 2      | 1      | 1      | 0      | 0      |
| F. Stoltenborg | 22       | 49       | 33       | 9        | 7        | 22     | 49     | 33     | 9      | 7      |
| A. Ventura     | 22       | 149      | 137      | 7        | 5        | 22     | 149    | 137    | 7      | 5      |

P = presenze; PT = punti totali; AV = attacchi vincenti; MV = muri vincenti; BV = battute vincenti